# Vegyes kajak négyes 500 méter a 2017. évi nyári európai ifjúsági olimpiai fesztiválon
A 2017. évi nyári európai ifjúsági olimpiai fesztiválon a vegyes kajak négyes 500 méteres futamokat július 25.-én és július 26.-án rendezték Győrben.

## Eredmények

### Előfutamok
| 1. futam | 1. futam | 1. futam                                                                                            | 1. futam  | 1. futam |
| H        | P        | Nemzet                                                                                              | Idő       | Mj       |
| -------- | -------- | --------------------------------------------------------------------------------------------------- | --------- | -------- |
| 1.       | 3.       | Oroszország                                                                                         | 01:35.742 | Q        |
| 1.       | 3.       | Irina Rasskazenkova Ekaterina Budarova Nikita Byzov Dmitrii Morgunov                                | 01:35.742 | Q        |
| 2.       | 1.       | Csehország                                                                                          | 01:37.189 | Q        |
| 2.       | 1.       | Katerina Zarubova Adela Hazova Jakub Kucera Josef Zahora                                            | 01:37.189 | Q        |
| 3.       | 4.       | Románia                                                                                             | 01:37.795 | Q        |
| 3.       | 4.       | Iulian Marius Barbulescu Angela Bodnariuc Georgiana Marinela Manofu Vucea Ionut Georgian Nicolaescu | 01:37.795 | Q        |
| 4.       | 2.       | Szerbia                                                                                             | 01:49.830 |          |
| 4.       | 2.       | Olivera Mihajlovic Anastazija Bajuk Dimitrije Novakovic Vojin Rudovic                               | 01:49.830 |          |
| 3. futam |          | |           |          |
| H        | P        | Nemzet                                                                                              | Idő       | Mj       |
| 1.       | 3.       | Németország                                                                                         | 01:37.103 | Q        |
| 1.       | 3.       | Vanessa Yvonne Bülow Svenja Larissa Hardy Moritz Willi Florstedt Elias Miguel Kurth                 | 01:37.103 | Q        |
| 2.       | 4.       | Szlovákia                                                                                           | 01:38.397 | Q        |
| 2.       | 4.       | Németh Richárd Karolina Seregiova Romana Jakubisova Martin Hvojnik                                  | 01:38.397 | Q        |
| 3.       | 1.       | Finnország                                                                                          | 01:44.544 |          |
| 3.       | 1.       | Emma Nieminen Jaakko Hippelainen Matti Makinen Hilppa Luoma                                         | 01:44.544 |          |
| 4.       | 2.       | Észtország                                                                                          | 01:49.038 |          |
| 4.       | 2.       | Alina Remme Polina Maria Novak Vladislav Mihhailov Aron Faber                                       | 01:49.038 |          |
| 5. futam |          | |           |          |
| H        | P        | Nemzet                                                                                              | Idő       | Mj       |
| 1.       | 4.       | Lengyelország                                                                                       | 01:39.812 | Q        |
| 1.       | 4.       | Bartosz Halas Karolina Karolczuk Julia Gorska Stanislaw Szafraniec                                  | 01:39.812 | Q        |
| 2.       | 1.       | Franciaország                                                                                       | 01:41.165 | Q        |
| 2.       | 1.       | Salya Le Foulon Amelie Geoffrin Mathis Sauliere Nicolas Pouillaude                                  | 01:41.165 | Q        |
| 3.       | 3.       | Ausztria                                                                                            | 01:46.041 |          |
| 3.       | 3.       | Ben Novak Cornelia Hepp Matthias Ritschel Elsa Maurer                                               | 01:46.041 |          |

| 2. futam | 2. futam | 2. futam                                                                                               | 2. futam  | 2. futam |
| H        | P        | Nemzet                                                                                                 | Idő       | Mj       |
| -------- | -------- | --- | --------- | -------- |
| 1.       | 1.       | Dánia                                                                                                  | 01:38.548 | Q        |
| 1.       | 1.       | Jacob Fogh Iversen Sara Corfixsen Milthers Laura Pedersen Ljungholm Frederik Arve Jepsen               | 01:38.548 | Q        |
| 2.       | 3.       | Egyesült Királyság                                                                                     | 01:39.601 | Q        |
| 2.       | 3.       | Enya Dale Zoe Clark Edward Nightingale Alexander Greaves                                               | 01:39.601 | Q        |
| 3.       | 4.       | Lettország                                                                                             | 01:40.995 |          |
| 3.       | 4.       | Edvards Ceipe Margarita Osa Katrina Smiltniece Nauris Tomsons                                          | 01:40.995 |          |
| 4.       | 2.       | Portugália                                                                                             | 01:43.954 |          |
| 4.       | 2.       | Bebiano Iago Silva Ana Sofia Pereira Caridade Costa Beatriz Dos Santos Francisco José Lopes Dos Santos | 01:43.954 |          |
| 4. futam |          | |           |          |
| H        | P        | Nemzet                                                                                                 | Idő       | Mj       |
| 1.       | 1.       | Magyarország                                                                                           | 01:35.758 | Q        |
| 1.       | 1.       | Opavszky Márk Szellák Szabina Rendessy Eszter Keresztes Kristóf Domonkos                               | 01:35.758 | Q        |
| 2.       | 2.       | Fehéroroszország                                                                                       | 01:36.240 | Q        |
| 2.       | 2.       | Hanna Pashchanka Maksim Khutski Iryna Shkred Ilya Kazlouski                                            | 01:36.240 | Q        |
| 3.       | 3.       | Olaszország                                                                                            | 01:37.281 | Q        |
| 3.       | 3.       | Lucrezia Zironi Alberto Moceo Luca Ghelardini Irene Bellan                                             | 01:37.281 | Q        |
| 4.       | 4.       | Görögország                                                                                            | 01:42.434 |          |
| 4.       | 4.       | Eleftheria Kaminari Christos Tsoupakis Vatistas Papadopoulos Spyridoula Ntre                           | 01:42.434 |          |

### Középfutamok
| 1. futam | 1. futam | 1. futam                                                                                            | 1. futam  | 1. futam |
| H        | P        | Nemzet                                                                                              | Idő       | Mj       |
| -------- | -------- | --------------------------------------------------------------------------------------------------- | --------- | -------- |
| 1.       | 3.       | Magyarország                                                                                        | 01:38.665 | QA       |
| 1.       | 3.       | Opavszky Márk Szellák Szabina Rendessy Eszter Keresztes Kristóf Domonkos                            | 01:38.665 | QA       |
| 2.       | 2.       | Oroszország                                                                                         | 01:39.730 | QB       |
| 2.       | 2.       | Irina Rasskazenkova Ekaterina Budarova Nikita Byzov Dmitrii Morgunov                                | 01:39.730 | QB       |
| 3.       | 1.       | Egyesült Királyság                                                                                  | 01:40.088 |          |
| 3.       | 1.       | Enya Dale Zoe Clark Edward Nightingale Alexander Greaves                                            | 01:40.088 |          |
| 4.       | 4.       | Franciaország                                                                                       | 01:45.777 |          |
| 4.       | 4.       | Salya Le Foulon Amelie Geoffrin Mathis Sauliere Nicolas Pouillaude                                  | 01:45.777 |          |
| 3. futam |          | |           |          |
| H        | P        | Nemzet                                                                                              | Idő       | Mj       |
| 1.       | 2.       | Németország                                                                                         | 01:37.220 | QA       |
| 1.       | 2.       | Vanessa Yvonne Bülow Svenja Larissa Hardy Moritz Willi Florstedt Elias Miguel Kurth                 | 01:37.220 | QA       |
| 2.       | 1.       | Fehéroroszország                                                                                    | 01:38.055 | QA       |
| 2.       | 1.       | Hanna Pashchanka Maksim Khutski Iryna Shkred Ilya Kazlouski                                         | 01:38.055 | QA       |
| 3.       | 4.       | Románia                                                                                             | 01:39.179 | QB       |
| 3.       | 4.       | Iulian Marius Barbulescu Angela Bodnariuc Georgiana Marinela Manofu Vucea Ionut Georgian Nicolaescu | 01:39.179 | QB       |
| 4.       | 3.       | Csehország                                                                                          | 01:43.373 |          |
| 4.       | 3.       | Katerina Zarubova Adela Hazova Jakub Kucera Josef Zahora                                            | 01:43.373 |          |

| 2. futam | 2. futam | 2. futam                                                                                 | 2. futam    | 2. futam |
| H        | P        | Nemzet                                                                                   | Idő         | Mj       |
| -------- | -------- | ---------------------------------------------------------------------------------------- | ----------- | -------- |
| 1.       | 1.       | Szlovákia                                                                                | 01:36.824   | QA       |
| 1.       | 1.       | Németh Richárd Karolina Seregiova Romana Jakubisova Martin Hvojnik                       | 01:36.824   | QA       |
| 2.       | 2.       | Dánia                                                                                    | 01:38.677   | QB       |
| 2.       | 2.       | Jacob Fogh Iversen Sara Corfixsen Milthers Laura Pedersen Ljungholm Frederik Arve Jepsen | 01:38.677   | QB       |
| 3.       | 4.       | Olaszország                                                                              | 01:38.706   | QB       |
| 3.       | 4.       | Lucrezia Zironi Alberto Moceo Luca Ghelardini Irene Bellan                               | 01:38.706   | QB       |
| 4.       | 3.       | Lengyelország                                                                            | 0:01:40.982 |          |
| 4.       | 3.       | Bartosz Halas Karolina Karolczuk Julia Gorska Stanislaw Szafraniec                       | 0:01:40.982 |          |

### Döntők

#### B döntő
| 1. futam | 1. futam | 1. futam                                                                                            | 1. futam  | 1. futam |
| H        | P        | Nemzet                                                                                              | Idő       | Mj       |
| -------- | -------- | --------------------------------------------------------------------------------------------------- | --------- | -------- |
| 5.       | 4.       | Románia                                                                                             | 01:35.500 |          |
| 5.       | 4.       | Iulian Marius Barbulescu Angela Bodnariuc Georgiana Marinela Manofu Vucea Ionut Georgian Nicolaescu | 01:35.500 |          |
| 6.       | 2.       | Oroszország                                                                                         | 01:36.353 |          |
| 6.       | 2.       | Irina Rasskazenkova Ekaterina Budarova Nikita Byzov Dmitrii Morgunov                                | 01:36.353 |          |
| 7.       | 1.       | Olaszország                                                                                         | 01:37.030 |          |
| 7.       | 1.       | Lucrezia Zironi Alberto Moceo Luca Ghelardini Irene Bellan                                          | 01:37.030 |          |
| 8.       | 3.       | Dánia                                                                                               | 01:41.088 |          |
| 8.       | 3.       | Jacob Fogh Iversen Sara Corfixsen Milthers Laura Pedersen Ljungholm Frederik Arve Jepsen            | 01:41.088 |          |

#### A döntő
| 1. futam | 1. futam | 1. futam                                                                            | 1. futam  | 1. futam |
| H        | P        | Nemzet                                                                              | Idő       | Mj       |
| -------- | -------- | ----------------------------------------------------------------------------------- | --------- | -------- |
| Arany    | 1.       | Németország                                                                         | 01:34.088 |          |
| Arany    | 1.       | Vanessa Yvonne Bülow Svenja Larissa Hardy Moritz Willi Florstedt Elias Miguel Kurth | 01:34.088 |          |
| Ezüst    | 3.       | Szlovákia                                                                           | 01:35.124 |          |
| Ezüst    | 3.       | Németh Richárd Karolina Seregiova Romana Jakubisova Martin Hvojnik                  | 01:35.124 |          |
| Bronz    | 4.       | Fehéroroszország                                                                    | 01:35.465 |          |
| Bronz    | 4.       | Hanna Pashchanka Maksim Khutski Iryna Shkred Ilya Kazlouski                         | 01:35.465 |          |
| 4.       | 2.       | Magyarország                                                                        | 01:37.147 |          |
| 4.       | 2.       | Opavszky Márk Szellák Szabina Rendessy Eszter Keresztes Kristóf Domonkos            | 01:37.147 |          |